# Reuterswärd
Reuterswärd (även skrivet Reutersvärd) är en svensk adelsätt.

## Historik
Släkten härstammar från Västergötland. Den med visshet äldste kände stamfadern är kyrkoherden i (Norra) Härene, Skofteby och Hovby pastorat av Skara stift, Andreas Svenonis (död 1645).
Hans sonson, löjtnanten vid Västgöta kavalleriregemente sedermera majoren Anders Svensson Hoff (1651–1714), adlades 20 augusti 1690 på Kungsgården Höjentorp i Västergötland av konung Karl XI med namnet Reuterswärd. Han introducerades den 2 november 1693 under nuvarande nr 1210 
Vissa ättemedlemmar skriver sig Reutersvärd.
Den 31 december 2023 var följande antal personer folkbokförda i Sverige med stavningsvarianterna:
- Reuterswärd 219
- Reutersvärd 8

Totalt blir detta 227 personer.

## Blasonering
Originalsköldebrevet är sedan 1953 deponerat i Riddarhuset.
"Een i längden utj twenne lijka dehlar fördeelt Skiöld, hwars högre fält är rödt, uthj hwilket ligger een bielke af Sölfwer, emellan trenne Moletter af samma Metall; det wänstra Fältet är af Sölfwer och dheruthj twenne blå bander; ofwan på Skölden står een öppen Tornerehielm, hwaruthur sträcker sigh een bewäpnat Arm, hållandes Een bar Wärja; Crantzen och Löfwärket är af Sölfwer blådt och rödt, hwart om annat mängt och fördeelt, aldeles som sielfwa Wapnet med sine egentelige Färgor här hoos repræsenterat och afmåhlat står;"

## Kända medlemmar av ätten
- Anders Fredrik Reuterswärd (1756–1828), militär och diplomat
- Patric Reuterswärd (1820–1907), politiker, hovmarskalk och riksdagsman
- Wilhelm Reuterswärd (1837–1899), militär
- Pontus Reuterswärd (1871–1949), militär
- Carl Reuterswärd (1874–1947), elektroingenjör och företagsledare
- Carl Axel Reuterswärd (1875–1963), ingenjör, spårvägsdirektör
- Gustaf Reuterswärd (1882–1953), militär, tidningsman
- Patrik Reuterswärd (1885–1963), diplomat
- Patrik Reuterswärd (1886–1971), konstnär
- Gösta Reuterswärd (1887–1963), hovjägmästare och slottsfogde på Drottningholms slott
- Gösta Reuterswärd (1892–1980), trädgårdsarkitekt
- Wilhelm Reuterswärd (1907–1999), militär
- Carl Reuterswärd (1909–1997), militär
- Oscar Reutersvärd (1915–2002), konstnär, professor
- Maud Reuterswärd (1920–1980), författare, programledare
- Patrik Reuterswärd (1922–2000), konsthistoriker
- Måns Reuterswärd (född 1932), filmproducent
- Carl Fredrik Reuterswärd (1934–2016), konstnär
- Blaise Reuterswärd (född 1961), fotograf
- Mikael Reuterswärd (1964–2010), äventyrare